# Coupe de la Ligue algérienne de football
Cet article concerne la compétition masculine. Pour l'équivalent féminin, voir Coupe de la Ligue d'Algérie féminine de football.
La Coupe de la Ligue de Football Professionnel (arabe : كأس رابطة كرة القدم المحترفة) plus couramment abrégé en Coupe de la LFP ou encore Coupe de la Ligue est une compétition de football algérien organisée par la Ligue de Football Professionnel.
Elle est disputée essentiellement par des clubs de première division (D1) et parfois avec des clubs de deuxième division (D2), soit uniquement par des équipes professionnelles ou semi-professionnelles d'où les termes de "Coupe de la Ligue".
Au palmarès de cette compétition, ne figurent que des clubs de première division. En effet, le premier vainqueur de la compétition est le MC Oran en 1995, le deuxième est le MC Alger en 1998, le troisième est le CR Belouizdad en 2000 et enfin la JS Kabylie en 2021.
Cette compétition, qui n'a connu jusqu'à présent que cinq éditions, voit le jour au cours de la saison 1991-1992 sous le nom de "Coupe de la Fédération". Le but premier à la création de celle-ci était d'occuper les clubs de l'élite devant faire face à une trêve anormal en cours de saison. Malheureusement, en raison de nombreux problèmes sécuritaires liées au contexte politique très instable à cette époque , la compétition fut annulée au stade des demi-finales.
Quatre ans plus tard, la coupe est remise au goût du jour pour la saison 1995-1996, sous l'appellation "Coupe de la Ligue". Cette fois-ci, la compétition connut son dénouement faisant du MC Oran le premier vainqueur officiel, après s'être imposé en finale face à l'USM Ain Beida, sur le score d'un but à zéro.
Deux ans plus tard, la coupe revient de nouveau au cours de la saison 1997-1998, sous l'appellation "Coupe du 1er Novembre". C'est la première fois que des clubs de deuxième division prennent part à la compétition dans une édition qui vit le MC Alger succéder au MC Oran après s'être imposée en finale sur le score d'un but à zéro face au CA Batna.
Lors de la saison 1999-2000, le football algérien fait sa mue en tentant de professionnaliser un peu plus son championnat. La "Super-Division" voit le jour mais la formule proposée contraint les équipes de l'élite à être réparties en deux groupes. En raison du peu de match que propose cette nouvelle formule, la coupe de la ligue est une nouvelle fois relancée afin d'occuper ces équipes. Elle prend cette fois-ci l'appellation de "Coupe des Groupements professionnels" et voit les équipes de première et deuxième division réparties en groupes par affinité territoriale. Le CR Belouizdad inscrira à son tour son nom au palmarès de la compétition, en s'imposant en finale sur le score de trois buts à zéro face au MC Oran, qui disputait sa deuxième finale.
Enfin, lors de la saison 2020-2021, à la suite de la pandémie de Covid-19 en Algérie et de l'absence d'activité des clubs amateurs, la Fédération algérienne de football décide d'annuler l'édition 2020-2021 de la Coupe d'Algérie et de la remplacer exceptionnellement par la Coupe de la Ligue et ce après plus de vingt ans d'absence. Cette fois-ci seuls les clubs de première division prennent part à la compétition, le but étant de désigner le deuxième représentant algérien pour la Coupe de la confédération. Cette édition voit la JS Kabylie remporter la compétition après s'être imposée en finale face au NC Magra, à l'issue de la séance des tirs au but. La compétition n'est pas reconduite.

## Histoire

Trophée de la Coupe de la Ligue d'Algérie de football pour la saison 2020-2021.

Il n'existe pas à proprement parler de « Coupe de la Ligue » dans le football algérien, mais simplement des compétitions qui ont eu lieu afin d'occuper les équipes de première et parfois de deuxième division qui devaient faire face à des trêves anormales et diverses en cours de saison.

### Coupe de la Fédération (1991-1992)
La saison 1991-1992 du football algérien connut quelques turbulences dues au contexte politique très instable de cette époque ainsi qu'à la fin de la saison passée qui se termina bien plus tard que prévu. En effet la saison précédente, fut arrêtée pour des raisons de sécurité, au soir de la vingt-septième journée de championnat, le 23 mai 1991. Les trois dernières journées restantes ne furent jouées que quatre mois plus tard, soient les 17 septembre 1991 et 21 septembre 1991 ainsi que le 1er octobre 1991. 
La saison 1991-1992 se déroula quasiment juste après car la première journée fut programmée le 25 octobre 1991. Cette programmation tardive de la saison en championnat obligea les instances du football algérien à faire jouer les clubs parfois tous les trois jours afin de respecter les délais des dates imposées par la CAF et la FIFA.
Au mois de décembre 1991, alors que la phase aller n'est pas encore terminée, le championnat s'est arrêtée au soir de la onzième journée. Le football algérien est contraint d'observer une trêve en raison de la participation de la sélection nationale à la Coupe d'Afrique des nations au Sénégal, compétition pour laquelle elle est tenante du titre.
Etant donné le contexte exceptionnel dans lequel évoluait le football algérien ces derniers mois, la Fédération algérienne de football décida de mettre en place durant cette trêve une compétition appelée "Coupe de la Fédération". Le but de celle-ci était de permettre aux clubs de l'élite durant la trêve hivernale de garder le rythme de la compétition à cause de la programmation tardive du championnat. Le tournoi se déroule sur un mois, celui de janvier 1992, en deux tours bien distincts, soit une phase de groupe (en trois journées seulement) et une phase à élimination directe.
Seuls les seize équipes de la première division participent à la "Coupe de la Fédération" et sont réparties en quatre groupes de quatre nommés A, B, C et D par ailleurs le match se déroule sur le terrain du premier tiré au sort. Ensuite à partir des quarts de finale les rencontres sont toutes sur terrain neutre et désigné au moment du tirage au sort. La finale de la "Coupe de la Fédération" quant à elle, doit se jouer au Stade du 5 juillet 1962 à Alger. Le groupe A est constitué du CR Belouizdad, de la JSM Tiaret, du MC Alger et du NA Hussein Dey; le groupe B de l'ES Sétif, de la JS Kabylie, de la JS Bordj Menail et de l'USM El Harrach; le groupe C de l'ES Guelma, de l'USM Annaba, de l'AS Aïn M'lila et du MO Constantine; enfin le groupe D de l'USM Bel-Abbès, de l'ASM Oran, du MC Oran et du WA Tlemcen.
Dès la première phase la compétition enregistre le forfait de deux équipes se trouvant dans les groupes B et C. En effet, le "champion d'Algérie" sortant le MO Constantine déclare forfait en raison de sa participation à l'édition 1992 de la coupe d'Afrique des clubs champions. La JS Kabylie se trouvant à l'étranger pour un stage de préparation fut prévenue tardivement et préféra déclarer forfait que de faire jouer son équipe réserve. À l'issue de cette première phase qui se déroula avec l'indifférence du public, les deux premiers au classement de chacun des groupes, soit huit équipes parviennent à se qualifier pour la phase suivante. Il s'agit du MC Alger et du CR Belouizdad pour le groupe A, de l'ES Sétif et de la JS Bordj Menail pour le groupe B, de l'ES Guelma et de l'USM Annaba pour le groupe C, de l'USM Bel-Abbès et de l'ASM Oran pour le groupe D.
Le 14 janvier 1992, en quart de finale, un nouveau forfait est enregistré, celui de l'ASM Oran opposé au MC Alger. Ce dernier se qualifie au tour suivant sans jouer. La JS Bordj Menail se qualifie également grâce à sa victoire un but à zéro face à l'USM Annaba, de même que l'ES Sétif après s'être défait de l'ES Guelma sur le score de deux buts à zéro. Enfin, le CR Belouizdad ne s'est imposé face à l'USM Bel-Abbès qu'à l'issue de la séance des tirs au but.
Le 27 janvier 1992, en raison d'intempéries rendant les terrains de football impraticables, les demi-finales ne sont pas jouées et renvoyées à une date ultérieure . Malheureusement, en raison de nombreux problèmes sécuritaires liées au contexte politique très instable à cette époque, la compétition fut interrompue. Les demi-finalistes étaient alors le CR Belouizdad, le MC Alger, la JS Bordj Menaiel et l'ES Sétif.

### Coupe de la Ligue (1995-1996)
La saison 1995-1996 du football algérien connut également quelques perturbations dues au contexte politique très instable de cette époque. En effet, le championnat d'Algérie fut stoppé pour des raisons de sécurité, au soir de la sixième journée, le 25 octobre 1995. Il ne reprendra que quatre mois plus tard soit le 8 février 1996. 
Durant ce laps de temps où le football algérien observe une trêve anormale, la fédération algérienne de football souhaite l'organisation d'une compétition qui se déroule durant l'interruption du championnat afin d'occuper les équipes de première division. 
Seulement seize équipes participent à cette compétition. Elles sont réparties par affinités territoriales en quatre groupes comme suit : deux groupes nommés A et B pour la région Centre composé chacun de quatre équipes, un groupe nommé C pour la région Ouest composé de trois équipes et un groupe pour la région Est nommé D composé de cinq équipes. 
La compétition se déroule en deux phases bien distinctes. La première est une phase qualificative où des groupes sont formés de plusieurs équipes. Chacune de ces équipes affronte ses adversaires dans son groupe où une seule d'entre elles se qualifie au tour suivant. 
La suite de cette compétition est à élimination directe. Chaque vainqueur de groupes s'affrontent en demi-finale. Les deux équipes qui sortent victorieuses de ces demi-finales se rencontrent en finale pour le gain du trophée qui a lieu à Alger précisément au stade du 5-Juillet-1962.

### Coupe du1erNovembre (1997-1998)

Le MCA vainqueur de la Coupe du 1er Novembre (saison 1997-1998).

La Coupe du 1er novembre était une compétition de football créée par la Fédération algérienne de football, dans le but de permettre aux clubs de première et deuxième division, soit soixante-quatre clubs en tout, de combler le vide de début de saison causé par la préparation des assemblées générales de la FAF. 
La compétition se déroule sur un mois, celui d'octobre en deux tours bien distincts, soit une phase de groupe qui est en même temps éliminatoire et une phase à élimination directe. Cette seconde phase éliminatoire prend fin avec la finale qui se joue au Stade du 5 juillet 1962 à Alger, précisément le 1er novembre, d'où le nom de la compétition. 
Afin de motiver les équipes il a été promis au vainqueur du trophée le gain d'un million trois cent mille DA et au finaliste la somme de neuf-cent mille DA. À noter également qu'en parallèle de la compétition au stade des quarts de finale, les vaincus qui ne peuvent participer car éliminés sont repêchés dans un autre tournoi appelé "Coupe de la Consolation", dont le vainqueur empochera la somme de trois cent mille DA et le finaliste deux-cent mille DA.
La "Coupe du 1er novembre" débute par une phase de groupe éliminatoire, il s'agit du premier tour de la compétition. Les soixante-quatre clubs sont donc répartis selon leurs affinités territoriales en quatre groupes de seize, et disputent au moins un match. Comme le tournoi ne se déroule que sur un mois, celui précédant le début du championnat, chaque rencontre se fait en une partie unique sur le terrain de la première équipe tirée, il n'y a pas de match retour. Le perdant est automatiquement éliminé de sorte qu'à la fin des trois journées seuls huit clubs accèdent à la seconde phase dite à élimination directe qui débute par les quarts de finale.

Tableau Récapitulatif de la Coupe du 1er Novembre

La première journée de la compétition, l'équivalent des trente-deuxième de finale, se déroule le dimanche 2 octobre 1997 et permet à huit équipes par groupe, soit trente-deux au total, de se qualifier pour le tour suivant. 
- Dans le groupe EST trois équipes se qualifient après prolongation il s'agit du CS Constantine qui l'emporte face à l'IRB El Hadjar sur le score de deux buts à un, de l'US Chaouia et du CA Batna vainqueurs tous deux sur le score de trois buts à deux respectivement face à la JSM Tébessa et au HB Chelghoum Laïd. En revanche le MO Constantine l'emporte par forfait face à l'US Biskra, tandis que le MB Tlidjen et l'USM Annaba s'imposent tous deux sur le score d'un but à zéro respectivement face à l'ES Guelma et le MB Batna. Enfin si l'AS Aïn M'lila l'emporte chez elle sur le score de trois buts à un face à la JJ Azzaba, l'IRB Khenchela est la seule équipe équipe du groupe EST à l'emporter à l’extérieur et ce sur le score de quatre buts à un face à l'USM Aïn Beïda.

- Dans le groupe CENTRE-EST, deux équipes se qualifient par forfait, il s'agit de la JSM Béjaïa et du NA Hussein Dey respectivement face au MC Khemis El Khechna et au RC M'Zab. Deux autres équipes l'emportent sur le score de deux buts à un, il s'agit de la JS Bordj Menail face à l'ESM Boudouaou et du CR Belouizdad face à l'ASC Bordj Bou Arreridj. Le MC Alger se qualifie face au MC El Eulma sur le score de deux buts à zéro, la JS Kabylie en fait de même face à l'E Collo sur le score de deux buts à un. Enfin l'USM El Harrach s'impose sur le score sans appel de quatre buts à un face au MB Rouisset, l'ES Sétif l’imite presque en s'imposant face au CB Mila par trois buts à zéro.

- Dans le groupe CENTRE-OUEST, deux équipes se qualifient à l'extérieur ; il s'agit du SKAF Khemis Miliana qui s'impose face à l'ASO Chlef sur le score de cinq buts à deux, et de l'E Sour El Ghozlane qui l'emporte à l'issue de la séance de tirs au but après un score de parité d'un but partout face à l'OMR El Anasser. Deux autres équipes se qualifient à l'issue de la séance de tirs au but après un score de parité de zéro but partout, il s'agit du WA Boufarik et du RC Kouba respectivement face à l'IRB Hadjout et au NRB Berrouaghia. Si le WA Mostaganem l'emporte face au RC Relizane sur le score de d'un but à zéro, l'ES Mostaganem fait mieux en s'imposant deux buts à séro face à l'O Médéa. Enfin l'USM Blida se qualifie sur le score sans appel de six buts à un face au RC Arbaa et l'USM Alger par quatre buts à zéro face au Hydra AC.

- Dans le groupe OUEST, le MC Oran se qualifie à la suite du forfait de l'IRB Béchar. La JSM Tiaret se qualifie à l'issue de la séance de tirs au but remportée sept à six après un score de parité de deux buts partout. Dans les autres rencontres trois équipes se qualifient à la suite de leur victoire sur le même score de deux buts à un, il s'agit du CRB Bougtob face au CRB Mecheria, du CRB Mazouna face à l'USM Bel-Abbès, et de l'ASM Oran vainqueur du derby oranais face au SCM Oran. Le GC Mascara dispose du CR Témouchent sur le score de deux buts à zéro, le WA Tlemcen fait mieux en éliminant le MC Saida sur le score de trois buts à zéro. Enfin la seule victoire à l'extérieur dans ce groupe est à mettre à l'actif du SA Mohammadia qui dispose du CC Sig sur le score de trois buts à un.

La deuxième journée de la compétition, l'équivalent des seizième de finale, se déroule le lundi 6 octobre 1997 et permet à quatre équipes par groupe, soit seize au total, de se qualifier pour le tour suivant.
- Dans le groupe EST, les deux équipes de Constantine, le MO Constantine et le CO Constantine se qualifie tous deux sur le même score de deux buts à un respectivement face à l'US Chaouia et le MB Tlidjen. Dans les autres rencontres l'USM Annaba et le CA Batna s'imposent à l’extérieur sur le même score d'un but à zéro face à l'AS Aïn M'lila et l'IRB Khenchela.

- Dans le groupe CENTRE-EST, le MC Alger et le CR Belouizdad s'imposent tous deux un but à zéro respectivement face à la JS Bordj Menail et au NA Hussein Dey. Dans les autres rencontres qui furent spectaculaires en termes de but, l'USM EL Harrach s'impose sur le score sans appel de cinq buts à un face à la JSM Béjaïa, et l'ES Sétif s'impose à l'extérieur de justesse face à la JS Kabylie sur le score de quatre buts à trois.

- Dans le groupe CENTRE-Ouest, Le RC Kouba et l'E Sour El Ghozlane s'imposent tous les deux à l'extérieur sur le score de deux buts à un respectivement face au WA Boufarik et à l'ES Mostaganem. L'USM Blida s'impose à domicile par la plus petite des marges, un but à zéro face au WA Mostaganem. Enfin l'USM Alger signe là un score record en éliminant le SKAF Khemis Miliana sur le score de huit buts à un.

- Dans le groupe Ouest, le "Derby Oranais" souri à l'ASM Oran qui élimine le MC Oran sur le terrain de son rival, à l'issue de la séance de tirs au but après un score de parité de deux buts partout. Deux autres rencontres sont également remportées à l'extérieur, il s'agit du SA Mohammadia vainqueur aux tirs au but face au CRB Mazouna après un score de parité d'un but partout, et du GC Mascara qui dispose du WA Tlemcen trois buts à un. Enfin la JSM Tiaret l'emporte à domicile face au CRB Bougtob sur le score de deux buts à zéro.

La troisième journée de la compétition, l'équivalent des huitième de finale, se déroule le jeudi 9 octobre 1997 et permet à deux équipes par groupe, soit huit au total, de se qualifier pour le tour suivant. Les vaincus sont quant à eux repêchés en « Coupe de la Consolation ».
- Dans le groupe EST, le "Derby constantinois" souri au MO Constantine qui l'emporte sur le terrain de son rival le CS Constantine sur le score de deux buts à zéro. Dans l'autre rencontre, le CA Batna l'emporte à l'extérieur également sur le score d'un but à zéro face à l'USM Annaba.

- Dans le groupe CENTRE-EST, le "Derby algérois" penche en faveur du MC Alger vainqueur de l'USM El Harrach sur le score de deux buts à un. Dans l'autre rencontre, le CR Belouizdad dispose aisément de l'ES Sétif sur le score de quatre buts à un.

- Dans le groupe CENTRE-OUEST, l'USM Alger s'impose à l'issue de la séance des tirs buts, cinq à quatre face au RC Kouba après un score de parité d'un but partout. L'USM Blida s'impose dans l'autre rencontre face à l'E Sour El Ghozlane sur le score de deux buts à un.

- Dans le groupe OUEST, l'ASM Oran vient à bout du GC Mascara à l'issue de la séance de tirs au but, cinq à quatre après un score de parité de zéro but partout. Dans l'autre rencontre la JSM Tiaret s'impose face au SA Mohammadia sur le score de deux buts à un.

Tableau Récapitulatif de la Coupe de la Consolation

Les quarts de finale de la compétition de même que ceux de la coupe de la consolation se déroulent le jeudi 16 octobre 1997 et permet de connaître le dernier carré de chacune des compétitions.
- Dans le groupe EST, le CA Batna prend le meilleur sur le MO Constantine dans son antre fétiche du Stade Mustapha-Sefouhi de Batna.

- Dans le groupe CENTRE-EST, le MC Alger s'adjuge le "Big Derby" en s'imposant sur le score d'un but à zéro face au CR Belouizdad.

- Dans le groupe CENTRE-OUEST, l'USM Blida en fait autant face à l'USM Alger en s'imposant sur le même score d'un but à zéro, à Blida.

- Dans le groupe OUEST, l'ASM Oran se défait de la JSM Tiaret à Oran et se qualifie également pour le dernier carrée de la compétition.

- Enfin en coupe de la consolation, l'E Sour El Ghozlane, l'USM Annaba et le GC Mascara remportent leur match à domicile et se qualifie aux dépens du RC Kouba, du CS Constantine et du SA Mohammadia. En revanche, l'USM El Harrach se qualifie également dans le dernier carrée en allant s'imposer à Sétif face à l'ES Sétif.

Les demi-finales de la compétition de même que celles de la coupe de la consolation se déroulent le lundi 27 octobre 1997 et permet de connaître les finalistes pour chacune des compétitions.
- Dans la compétition principale, la coupe du 1er-Novembre, les équipes évoluant à domicile se qualifient toutes deux sur le même score d'un but à zéro. Il s'agit du CA Batna qui réussit à prendre le meilleur sur l'USM Blida, et du MC Alger qui fait de même face à l'ASM Oran. Ce sont donc ces deux équipes qui vont se disputer le trophée en finale à la date du 1er novembre, au stade du 5-Juillet d'Alger.

- Dans la compétition secondaire, la coupe de la consolation, les équipes évoluant à domicile se qualifient également. Si l'USM El Harrach l'emporte dans une rencontre équilibrée sur le score de deux buts à un face à l'E Sour El Ghozlane, l'USM Annaba par contre inflige une sévère correction au GC Mascara dans une rencontre spectaculaire dont le score final est de six buts à zéro. Ce sont donc ces deux équipes qui vont s'affronter pour la consolante à la même date du 1er novembre, mais au stade du 20 août 1955 d'Alger.

Les finales des deux compétitions se déroule le samedi 1er novembre 1997 à Alger d'où le nom du trophée. La finale de la coupe de la consolation entre l'USM El Harrach et l'USM Annaba a lieu au Stade du 20-Août-1955 et celle de la coupe du 1er novembre au Stade du 5-Juillet-1962.
- En finale de la coupe de la consolation, l'USM Annaba impressionnant en demi-finale, ne s'adjuge le trophée qu'à l'issue de la séance des tirs au but remportée trois buts à un, après un score de parité de zéro but partout face à l'USM El Harrach.

- En finale de la coupe du 1er novembre, le MC Alger remporte la compétition en s'imposant par la plus petite des marges sur le score d'un but à zéro, un but marqué par son attaquant Rafik Saïfi à la huitième minute de jeu face au CA Batna.

Le MC Alger inscrit donc son nom au palmarès de la coupe de la ligue et succède ainsi au MC Oran vainqueur de l'édition 1996.

### Coupe de la Ligue professionnelle (2020-2021)

La JSK remporte l'ultime édition de la Coupe en 2021.

En raison de la pandémie de Covid-19 en Algérie et les retards accumulés pour le démarrage des différents paliers, l'édition de la Coupe d'Algérie prévue pour la saison 2020-2021 n'a pas pu avoir lieu, ce qui a poussé la FAF à relancer la compétition de la Coupe de la Ligue afin de remplacer le traditionnel représentant en Coupe de la confédération 2021-2022 (en l'occurrence le vainqueur de la Coupe d'Algérie) par celui de cette édition de la Coupe de la Ligue.
La FAF a présenté deux variantes aux membres du bureau fédéral qui ont opté pour le système suivant :
• Les clubs concernés par la compétition sont : les vingt formations qui constituent la Ligue 1 professionnelle.
• La période de déroulement de la compétition s'établit : dès la fin de la phase-aller et après le mercato hivernal.
• Les quatre clubs engagés en coupes africaines : en l’occurrence le CR Belouizdad, le MC Alger, l’ES Sétif et la JS Kabylie, sont exemptés du tour préliminaire.
• Huit clubs sur les seize restants seront tirés au sort pour disputer un tour préliminaire qui permettra la qualification de quatre équipes.
• Les quatre clubs qualifiés auxquels s’ajouteront les quatre exemptés ainsi que les huit restants disputeront un huitième de finale après un tirage au sort.
• Les tours suivants seront disputés de manière classique avec un quart de finale, des demi-finales et une finale.
• Le premier club tiré au sort recevra sur son terrain et à huis clos.
Le tour préliminaire qui se déroule les 16 avril 2021 et 21 avril 2021 voit s'affronter huit équipes sur seize tirées au sort. Quatre équipes se qualifient en huitième de finale de la compétition, il s'agit du MC Oran vainqueur du CA Bordj Bou Arreridj à l'issue de la séance de tirs au but ; de l'O Médéa vainqueur deux buts à un de l'ASO Chlef; du NA Hussein Dey qui s'est défait de l'AS Aïn M'lila sur le score de quatre buts à zéro : et enfin du NC Magra triomphant du CS Constantine sur le score de trois buts à zéro.
Les huitièmes de finales qui se déroulent les 30 avril 2021 et 8 mai 2021, à ce stade de la compétition les quatre équipes de qualifiées du tour précédent et les huit équipes restantes sont rejointes par les quatre autres engagées en compétitions africaines. Trois des quatre équipes du tour précédent arrivent à se qualifier pour les quarts de finale, il s'agit du MC Oran et de l'O Médéa tous deux vainqueurs un but à zéro respectivement du RC Relizane et de l'USM Bel Abbès, et du NC Magra venue à bout du CR Belouizdad à l'issue de la séance de tirs au but. En revanche le NA Hussein-Dey s'est incliné deux buts à zéro face à la JS Kabylie. Dans les autres rencontres, le Derby d'Alger souri à l'USM Alger vainqueur du MC Alger deux buts à zéro; la JS Saoura l'emporte largement quatre buts à zéro face à la JSM Skikda; le WA Tlemcen l'emporte à l'extérieur sur le score de deux buts à un face à l'ES Sétif; et enfin l'US Biskra s'impose à l'issue de la séance de tirs au but face au Paradou AC.
Les quarts de finale qui se déroulent les 4 juin 2021 et 5 juin 2021 voient donc s'affronter les huit équipes qualifiées du tour précédent. Quatre équipes se qualifient pour les demi-finales de la compétition que sont : le NC Magra vainqueur deux buts à un de la JS Saoura, de l'USM Alger l'emportant sur l'O Médéa sur le score d'un but à zéro, de la JS Kabylie s'imposant à l'extérieur face à l'US Biskra sur le score de deux buts à zéro, et enfin le WA Tlemcen triomphant du derby de l'Ouest face à son voisin du MC Oran, à l'issue de la séance de tirs au but.
Les demi-finales qui se déroulent les 8 juin 2021 et 9 juin 2021 voient donc s'affronter les quatre équipes qualifiées du tour précédent. Deux équipes se qualifient pour la finale de la compétition, il s'agit du NC Magra vainqueur de l'USM Alger sur le score de deux buts à un dans une demi-finale surréaliste où après avoir longtemps mener un but à zéro le NC Magra est rejointe au score à la dixième minute d'arrêt de jeu de la seconde mi-temps par l'USM Alger mais s'impose finalement durant les prolongations; et de la JS Kabylie triomphant du WA Tlemcen dans l'autre demi-finale, par la plus petite des marges sur le score d'un but à zéro.
Plusieurs fois repoussée et déprogrammée, la finale a finalement lieu le 10 août 2021. Cette compétition censée désigner le second représentant algérien à l'édition 2021-2022 de la Coupe de la confédération, doit connaître son terme avant la date butoir fixé par la CAF au dix août . 
La finale voit donc s'affronter, le NC Magra qui a disputé toutes les rencontres depuis le tour préliminaire de la compétition et la JS Kabylie équipe engagée en compétition africaine et qui a atteint la finale de la Coupe de la confédération. La finale fut longue et indécise car le score à l'issue du temps réglementaire était d'un but partout, et à la fin de la prolongation de deux buts partout. Ce n'est qu'à l'issue de la séance de tirs au but que la Coupe de la Ligue connu son vainqueur. En effet, la JS Kabylie arrache le sacre en s'imposant quatre tirs au but à un face au NC Magra. Il s'agit de son premier sacre dans la compétition et rejoint au palmarès le MC Oran vainqueur en 1996, le MC Alger vainqueur en 1998 et le CR Belouizdad vainqueur en 2000.

## Palmarès
| Édition                              | Édition                | Vainqueur               | Score                   | Finaliste               | Lieu de la finale              |
| Coupe de la Fédération               | Coupe de la Fédération | Coupe de la Fédération  | Coupe de la Fédération  | Coupe de la Fédération  | Coupe de la Fédération         |
| ------------------------------------ | ---------------------- | ----------------------- | ----------------------- | ----------------------- | ------------------------------ |
| 1re                                  | 1992                   | Annulée en demi-finales | Annulée en demi-finales | Annulée en demi-finales | Annulée en demi-finales        |
| Non disputée entre 1993 et 1995      |                        |                         |                         |                         |                                |
| Coupe de la Ligue                    |                        |                         |                         |                         |                                |
| 2e                                   | 1996                   | MC Oran                 | 1 - 0                   | USM Aïn Beïda           | Stade du 5-Juillet-1962, Alger |
| Non disputée en 1997                 |                        |                         |                         |                         |                                |
| Coupe du 1er Novembre                |                        |                         |                         |                         |                                |
| 3e                                   | 1998                   | MC Alger                | 1 - 0                   | CA Batna                | Stade du 5-Juillet-1962, Alger |
| Non disputée en 1999                 |                        |                         |                         |                         |                                |
| Coupe des Groupements professionnels |                        |                         |                         |                         |                                |
| 4e                                   | 2000                   | CR Belouizdad           | 3 - 0                   | MC Oran                 | Stade du 5-Juillet-1962, Alger |
| Non disputée entre 2001 et 2020      |                        |                         |                         |                         |                                |
| Coupe de la Ligue professionnelle    |                        |                         |                         |                         |                                |
| 5e                                   | 2021                   | JS Kabylie              | 2 - 2 (4-1 tab)         | NC Magra                | Stade du 5-Juillet-1962, Alger |
| Non disputée depuis 2022             |                        |                         |                         |                         |                                |

## Bilan

### Palmarès par club
| Rang | Clubs         | Titres (éditions) | Finales perdues (éditions) | Finales disputées |
| ---- | ------------- | ----------------- | -------------------------- | ----------------- |
| 1    | MC Oran       | 1 (1996)          | 1 (2000)                   | 2                 |
| 2    | MC Alger      | 1 (1998)          |                            | 1                 |
| 2    | CR Belouizdad | 1 (2000)          |                            | 1                 |
| 2    | JS Kabylie    | 1 (2021)          |                            | 1                 |
| 5    | USM Aïn Beïda |                   | 1 (1996)                   | 1                 |
| 5    | CA Batna      |                   | 1 (1998)                   | 1                 |
| 5    | NC Magra      |                   | 1 (2021)                   | 1                 |

### Par ville
| Ville      | Titres | Clubs                           |
| ---------- | ------ | ------------------------------- |
| Alger      | 2      | MC Alger (1), CR Belouizdad (1) |
| Oran       | 1      | MC Oran (1)                     |
| Tizi Ouzou | 1      | JS Kabylie (1)                  |

## Statistiques
- Nombre d'édition de la Coupe de la Ligue d'Algérie : 5 : 1992, 1996, 1998, 2000 et 2021.
- Première édition de la Coupe de la Ligue d'Algérie : 1992.
- Première finale de la Coupe de la Ligue d'Algérie : 1996 : MC Oran 1 - 0 USM Aïn Beïda.
- Plus grand nombre de victoires pour un club en finale : 1 : MC Oran en 1996, MC Alger en 1998,CR Belouizdad en 2000 et JS Kabylie en 2021.
- Plus grand nombre de participations pour un club à une finale : 2 : MC Oran en (1996 et 2000).
- Plus grand nombre de défaites pour un club en finale : 1 : USM Aïn Beïda (1996); CA Batna en (1998); WA Tlemcen (1999); MC Oran en (2000) et NC Magra en (2021).
- Nombre de clubs de D2 ayant disputé une finale : 1 : USM Aïn Beïda en (1996).
- Nombre de clubs de D2 ayant remporté la Coupe de la Ligue : 0 : USM Aïn Beïda finaliste en (1996) face au MC Oran.
- Finale la plus prolifique : 4 buts : JS Kabylie - NC Magra 2 - 2 en 2021.
- Nombre de finale déterminée par la séance de tirs au but : 1 : JS Kabylie - NC Magra (4 - 1) en 2021.
- Victoire la plus large en finale : +3 : CR Belouizdad - MC Oran 3 - 0 en 2000.
- Victoire la plus courte en finale : +1 : MC Oran - USM Aïn Beïda 1 - 0 en 1996; MC Alger - CA Batna 1 - 0 en 1998.
- Plus grand nombre de buts marqués en finale par le vainqueur : 3 buts : CR Belouizdad - MC Oran 3 - 0 en 2000.
- Plus grand nombre de buts marqués en finale par le vaincu : 2 buts : NC Magra (2021).
- Plus grand nombre de buts marqués en finale par un club : 3 buts : CR Belouizdad - MC Oran 3 - 0 en 2000.
- L'édition 1992 a été abandonnée en demi-finales en raison de sécurité, les clubs qui sont arrivés au dernier carré sont MC Alger - CR Belouizdad et ES Setif - JS Bordj Menail.

### Sources

#### Sites internet
- Différentes coupes d'Algérie - rsssf.com

#### Presses
- "El Moudjahid", quotidien national d'information, Années 1992, 1995, 1996, 1997, 1999, 2000, 2020 et 2021.